# Sebaea procumbens
Sebaea procumbens là một loài thực vật có hoa trong họ Long đởm. Loài này được A.W. Hill miêu tả khoa học đầu tiên năm 1908.